# 船越湾
座標: 北緯39度24分00秒 東経141度58分05秒 / 北緯39.40000度 東経141.96806度
船越湾（ふなこしわん）は岩手県東部（下閉伊郡山田町）にある湾。三陸海岸北部にあるリアス式海岸であり、南東方向に開けた湾で太平洋に面している。

## 概要
岩手県上閉伊郡大槌町野島の鮫鼻から18度に引いた線（船越半島方向）と同島南端から236度に引いた線（吉里吉里半島方向）で囲まれる陸側の海域。湾口幅3.1km、面積9.4km2、湾内最大水深55mである。
沿岸に平地は少なく、北側および南側の湾奥に若干見られるのみである。大規模な流入河川も無く浪板川などの小河川が流入しているのみである。西岸は四十八坂海岸と呼ばれ、断崖地形であり、湾を見下ろす展望所が設けられている。北側の湾奥には船越および田の浜の集落および船越港があり、南側の湾奥には吉里吉里の集落および吉里吉里港や海水浴場がある。